# Bruno Ferrante
Bruno Ferrante (Lecce, 26 aprile 1947) è un prefetto, dirigente d'azienda e funzionario italiano.

## Biografia
Laureato in Giurisprudenza, diventa un funzionario del Ministero dell'Interno vincendo un concorso nel 1973 e prende servizio presso la prefettura di Pavia. Più tardi viene trasferito alla prefettura di Milano, dove svolge anche la funzione di capo di gabinetto.
Tra il 1992 e il 1993 è commissario straordinario del comune di Monza e nell'estate del 1993 vice commissario straordinario del comune di Milano.
Nell'ottobre del 1993 viene nominato prefetto con l'incarico di vice capo di gabinetto vicario del Ministero dell'Interno. Nelle parole di Francesco Cossiga, allora ministro, “Bruno Ferrante è stato un mio giovane collaboratore quando ero Ministro degli Interni e chi ha lavorato con me può fare tutto eccetto il Papa”.
Dal 1º settembre 1994 è vice capo della polizia preposto all'attività di coordinamento e pianificazione.
Il 6 ottobre 1994 viene nominato dal governo prefetto di prima classe. Dal giugno 1996 al giugno 2000 svolge l'incarico di capo di gabinetto del Ministero dell'Interno con i ministri Giorgio Napolitano, Rosa Russo Iervolino ed Enzo Bianco.
Dall'8 giugno 2000 al 3 novembre 2005 è prefetto di Milano. Durante i primi mesi di mandato deve fare fronte agli allarmi bomba rivendicati dalle Nuove Brigate Rosse al Duomo e in Sant'Ambrogio, agli incidenti aerei di Linate e del Pirellone, alla questione della scuola islamica di via Quaranta, allo sciopero contemporaneo di ATM e tassisti, e alla crisi del Teatro alla Scala.
Ferrante si dimette da prefetto per candidarsi alle primarie dell'Unione come sindaco di Milano del 29 gennaio 2006, con l'appoggio di DS, Margherita e SDI.
Dopo aver vinto le primarie con il 67,75% dei voti, sconfiggendo il premio Nobel Dario Fo, perde tuttavia le elezioni amministrative raccogliendo il 47% dei voti contro il 52% di Letizia Moratti. A fronte di una spesa di 694.000 euro sostenuta da Bruno Ferrante per la campagna elettorale, Letizia Moratti ha usufruito di un finanziamento di 6.335.000 euro del marito Gianmarco.
Nel gennaio 2007 il Consiglio dei ministri lo nomina Alto Commissario per la prevenzione e il contrasto della corruzione e delle altre forme di illecito nella pubblica amministrazione; ricevuta questa nomina Ferrante ha presentato le dimissioni da consigliere comunale di Milano.
Il 16 luglio dello stesso anno, si dimette anche dall'incarico ricevuto sei mesi prima (gli succede Achille Serra, già prefetto di Roma) per accettare quello di presidente di Fibe e Fibe Campania, controllate del gruppo Impregilo, attive nel settore rifiuti. L'azienda annunciò che Ferrante avrebbe portato “un contributo di chiarezza e professionalità nella gestione del problema dei rifiuti in Campania”, ma l'emergenza rifiuti in Campania continuò ad aggravarsi.
A luglio 2012 succede a Nicola Riva nella presidenza dell'Ilva, come figura istituzionale di garanzia nel tentativo di fermare il sequestro dell'impianto. Ferrante dichiara: “È la prima volta che l'Ilva viene guidata da una persona estranea alla famiglia”. A seguito del sequestro dell'Ilva, la magistratura pugliese ha rimosso Ferrante dall'incarico di amministratore giudiziario degli impianti, fino al suo reintegro disposto dal Tribunale del Riesame.